# Десорбер
Десорбер (рос. десорбер, англ. desorber, англ. stripper, нім. Desorber m, нім. Austreiber m, Stripper m) — апарат для здійснення десорбції, масообмінний колонний апарат для вилучення з насиченого адсорбенту компонентів, що були поглинені в процесі адсорбції, і одержання реґенерованого адсорбенту. Застосовується при адсорбції вилученні з природного газу водяної пари, вуглеводневих і кислих компонентів та ін., а також в адсорбційних холодильних машинах. Для інтенсифікації процесу регенерації адсорбентів використовують поєднання принципів десорбції і ректифікації.
Конструктивно десорбер аналогічний адсорбційній колоні.